# Pinai-Hagahai jezik
Pinai-hagahai jezik  (alternativno i aramo, aramaue, hagahai, miamia, pinai, pinaye, wapi; ISO 639-3: pnn), jedan od dva piawi jezika kojim govori oko 600 ljudi (1997 SIL) u graničnom području provincija Enga, Madang i Western Highlands, i u East Sepiku, Papua Nova Gvineja.
Dijalekti: luya-ginam-mamusi [pnn-luy], pinai [pnn-pin]. Pismo, latinica. Neki su bilingualni u drugim jezicima, među kojima i tok pisin.
Stanovnici provincije Enga koriste termin pinai da označe cijelu jezičnu grupu. Oni u provinciji Madang sebe nazivaju Hagahai. Do 1984. živjeli su izolirano

## Vanjske poveznice
- Ethnologue (14th)
- Ethnologue (15th)
- The Pinai-Hagahai Language